# Stenotarsus solidus
Stenotarsus solidus es una especie de coleóptero de la familia Endomychidae.

## Distribución geográfica
Habita en Carolina.